# قیام خراسانی
قیام خراسانی اشاره به یکی  از باورهای اعتقادی دوره ظهور و آخرالزمان از دیدگاه شیعیان دارد. بنا بر گزارش های  نویسندگان و روحانیان  شیعه  مانند شیخ طوسی و نُعمانی از امامان شیعه، در آخرالزمان، فردی از جانب خراسان، برای یاری مهدی در مقابل سفیانی قیام خواهد کرد.
اما سید خراسانی یا هاشمی خراسانی که روایات اسلامی بر جوان بودن وی تصریح دارند، طبق روایات اسلامی از شیعه و سنی، در بخشهایی از چین جنبش خود را می آغازد و به ماوراءالنهر در خراسان می آید و سپس همراه شعیب سمرقندی به سوی ری می آید و همچنین در روایات برای وی جنگی با لشکر سفیانی در دروازه اصطخر ذکر شده است در برخی روایات از پرچم سیاه برای لشکر وی استفاده شده است وی بعد ری از ایران به عراق و سپس سوی شام و بیت المقدس می رود. البته روایاتی هست که میگوید لشکر وی از جزیره بنی کاوان و ملتان و کوفه هم نیز خواهد گذشت
در مورد جزیره ی (بنی کاوان) و موقعیت جغرافیایی آن، بنابر آنچه (یاقوت حموی) در کتاب (معجم البلدان) پیرامون این جزیره نوشته است چنین است: (جزیره کاوان) به این جزیره، جزیره ی بنی کاوان نیز گفته می شود و این جزیره، همان جزیره ی (لافث) است که جزء دریای فارس، و در بین عمان و بحرین واقع شده است، این جزیره، در زمان عمر بن الخطاب، هنگامی که سپاهیان اسلام برای جنگ با فارس می رفتند، بدست عثمان بن ابی العاص ثقفی گشوده شد و به خاطر جزایر دریا، آباد و دارای سکنه بود، و دهکده ها و مزارع فراوانی داشت، ولی امروز (یعنی: در زمان یاقوت حموی) این جزیره خراب، و خالی از سکنه می باشد خراسان سرزمینی پهناور در آسیای میانه است که از شمال شرقی ایران آغاز و تا مرزهای غربی چین و هند کشیده می شود، و اکنون بیشتر افغانستان، ترکمنستان، ازبکستان و تاجیکستان و بخشهایی از ایران و قرقیزستان را در بر می گیرد هنگامی که پسر مَهْزِیار اهوازی، در جایگاهی ناشناخته در حجاز، با مهدی رو به رو شد، به وی فرمود: ای پسر مهزیار -در حالی که دستش را کشید- تو را از خبری آگاه می کنم؛ بی گمان، هر گاه چینی پنهان شده ای را بجوید و مغربی جنبش کند و عبّاسی برود و با سفیانی پیمان بسته شود، به سرپرست از سوی خدا اجازه داده می شود؛ پس در صَفا و مَرْوَه میان 313 نفر بی کم‌وکاستی برمی شورم.... 